# Kampfgeschwader 158
Le Kampfgeschwader 158 (KG 158) (158e escadron de bombardiers) est une unité de bombardiers de la Luftwaffe pendant la Seconde Guerre mondiale. 

## Organisation

### Stab. Gruppe
Formé le 1er février 1938 à Wiener-Neustadt à partir du Stab/KG 155.

Le 1er mai 1939, il est renommé Stab/KG 76.
Geschwaderkommodore (Commandant de l'escadron) :
| Début            | Fin              | Grade  | Nom              |
| ---------------- | ---------------- | ------ | ---------------- |
| 1er février 1938 | 1er janvier 1939 | Oberst | Otto Deßloch     |
| 1er janvier 1939 | 1er mai 1939     | Oberst | Paul Schultheiss |

### I. Gruppe
Formé le 1er février 1938 à Wiener-Neustadt à partir du I./KG 155 avec :
- Stab I./KG 158 à partir du Stab I./KG 155
- 1./KG 158 à partir du 1./KG 155
- 2./KG 158 à partir du 2./KG 155
- 3./KG 158 à partir du 3./KG 155

Le 1er mai 1939, le I./KG 158 est renommé I./KG 76 avec :
- Stab I./KG 158 devient Stab I./KG 76
- 1./KG 158 devient 1./KG 76
- 2./KG 158 devient 2./KG 76
- 3./KG 158 devient 3./KG 76

Gruppenkommandeure (Commandant de groupe) :
| Début            | Fin          | Grade  | Nom                  |
| ---------------- | ------------ | ------ | -------------------- |
| ?                | ?            | ?      | ?                    |
| 1er février 1938 | 1er mai 1939 | Oberst | Stefan Fröhlich (en) |

### II. Gruppe
Formé le 1er février 1938 à Wiener-Neustadt à partir du II./KG 155 avec :
- Stab II./KG 158 à partir du Stab II./KG 155
- 4./KG 158 à partir du 4./KG 155
- 5./KG 158 à partir du 5./KG 155
- 6./KG 158 à partir du 6./KG 155

Le 1er mai 1939, le II./KG 155 est renommé II./KG 77 avec :
- Stab II./KG 158 devient Stab II./KG 77
- 4./KG 158 devient 4./KG 77
- 5./KG 158 devient 5./KG 77
- 6./KG 158 devient 6./KG 77

Gruppenkommandeure :
| Début | Fin | Grade | Nom |
| ----- | --- | ----- | --- |
| ?     | ?   | ?     | ?   |

### III. Gruppe
Formé le 1er février 1938 à Wels à partir du III./KG 155 avec :
- Stab III./KG 158 à partir du Stab III./KG 155
- 7./KG 158 à partir du 7./KG 155
- 8./KG 158 à partir du 8./KG 155
- 9./KG 158 à partir du 9./KG 155

Le 1er mai 1939, le III./KG 155 est renommé III./KG 76 avec :
- Stab III./KG158 devient Stab III./KG 76
- 7./KG 158 devient 7./KG 76
- 8./KG 158 devient 8./KG 76
- 9./KG 158 devient 9./KG 76

Gruppenkommandeure :
| Début            | Fin          | Grade          | Nom         |
| ---------------- | ------------ | -------------- | ----------- |
| 1er février 1938 | 1er mai 1939 | Oberstleutnant | Werner Zech |